# Грэм, Барри
Барри Грэм Пёркис (англ. Barry Graham Purkis по прозвищу Thunderstick; 7 декабря 1954, Англия) — английский барабанщик.
В 1977 году он некоторое время работал с группой Iron Maiden, а позднее в Samson.
Он выступал на сцене в кожаной маске, похожей на маски рестлеров, а иногда играл внутри клетки.

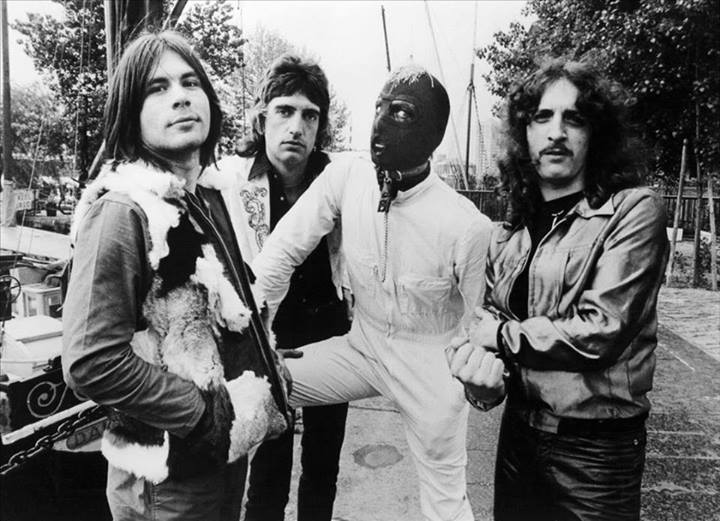
Thunderstick(в маске) в составе Samson,1980

В июньском номере журнала Classic Rock за 2005 год Thunderstick занял 36-е место в списке «50 величайших барабанщиков рока».

## Ранние годы и Iron Maiden
В 1973–74 годах Пёркис играл в группе Tiny and the Hot Toddies (THT), которая выступала в основном в районе Вест-Энда Лондона. THT распалась в 1974 году, после чего Пёркис и ведущий гитарист THT отправились в Италию, чтобы играть с английской группой «Mal and the Primitives».
В 1977–1978 годах Пёркис стал барабанщиком английской группы Iron Maiden. После ухода из коллектива, вдохновившись фильмами ужасов, создал свой образ с маской.
Повторно Пёркиса попросили присоединиться к Iron Maiden в 1980 году, после совместных гастролей с Samson в котором тогда играл Барри, однако Тандерстик отказался от этого предложения, в пользу работы с Samson. Это произошло в основном потому, что его странный театральный образ получил признание, и его стали считать «лицом Новой волны британского хэви-метала». В конечном итоге вакансию ударника в Iron Maiden занял Клайв Барр, предшественник Тандерстика в Samson.

## Записи

### Samson[2]
- Survivors — 1979
- Head On — 1980
- Shock Tactics — 1981
- Head Tactics (Head On and Shock Tactics fused together and remixed) — 1986
- Past Present & Future (anthology featuring the 1990 tracks) — 1999

### Thunderstick[3]
- Feel Like Rock n' Roll (EP) — 1983
- Beauty & the Best — 1984
- Don’t Touch, I’ll Scream — 1987
- Echoes from the Analogue Asylum — 2011
- Something Wicked This Way Comes — 2017
- Go Sleep With The Enemy I Dare Ya (Single) — 2020
- Lockdown — 2023